# Thladiantha villosula
Thladiantha villosula är en gurkväxtart som beskrevs av Célestin Alfred Cogniaux. Thladiantha villosula ingår i släktet berggurkor, och familjen gurkväxter. Inga underarter finns listade i Catalogue of Life.

## Bildgalleri

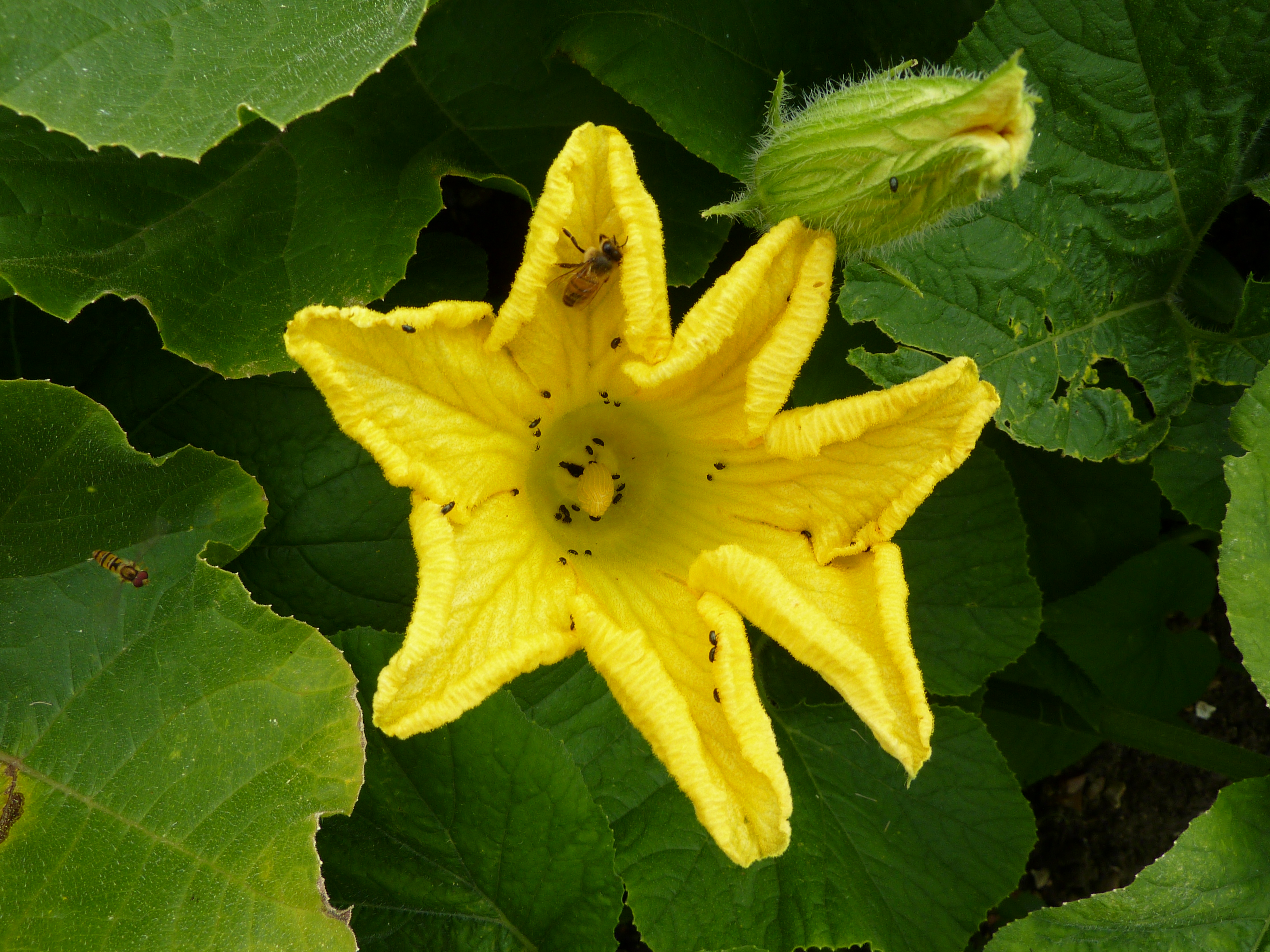
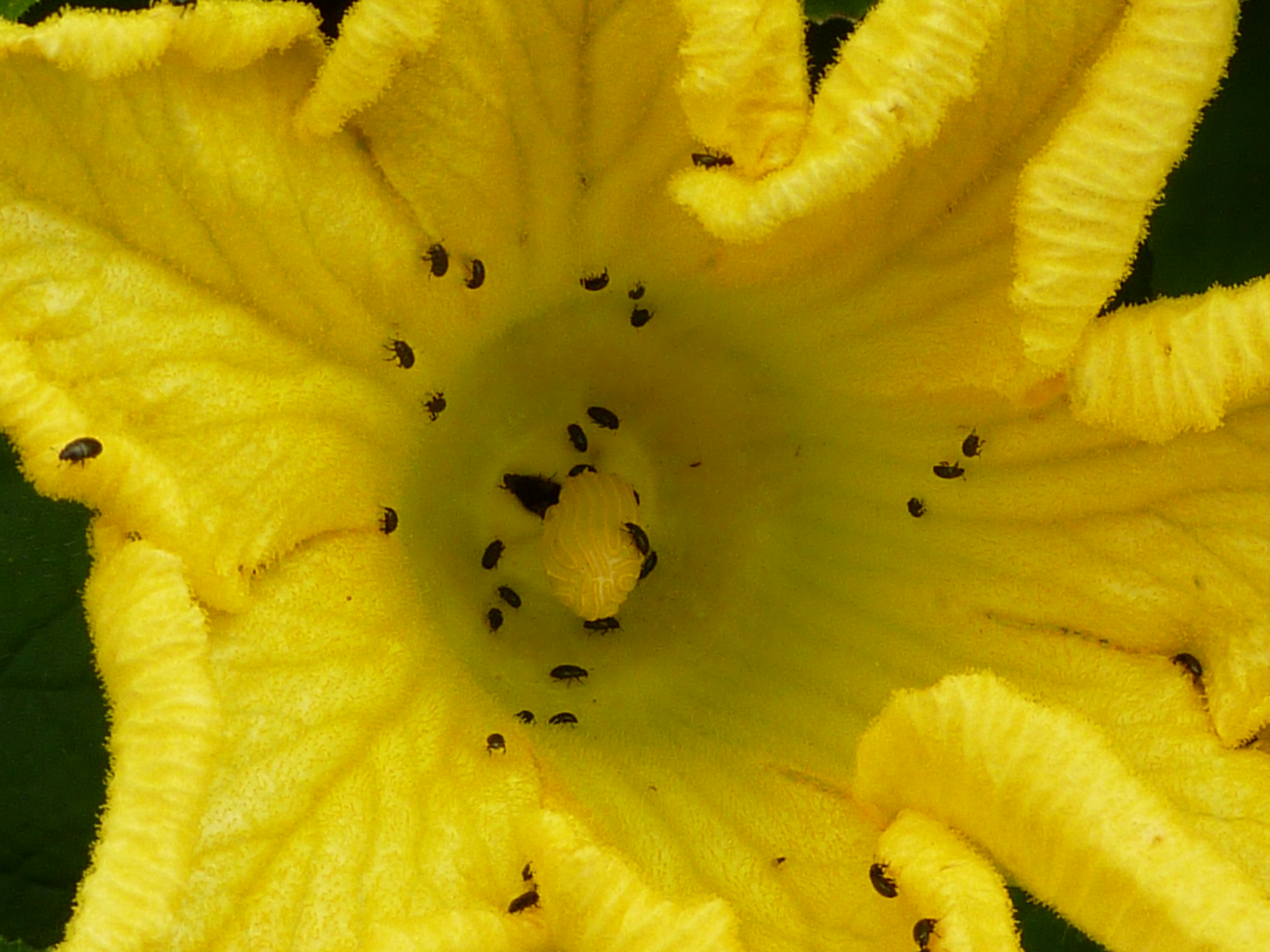
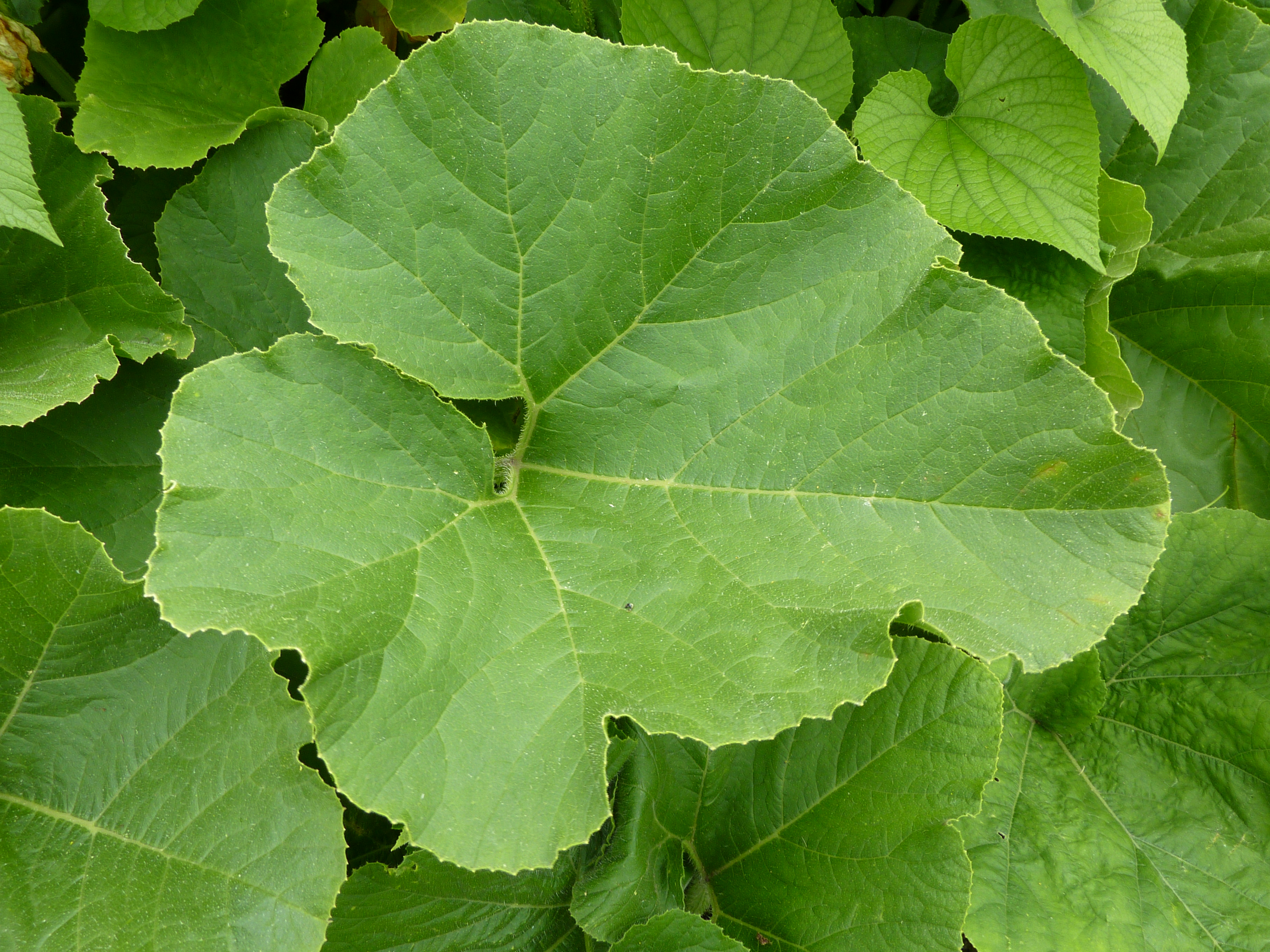
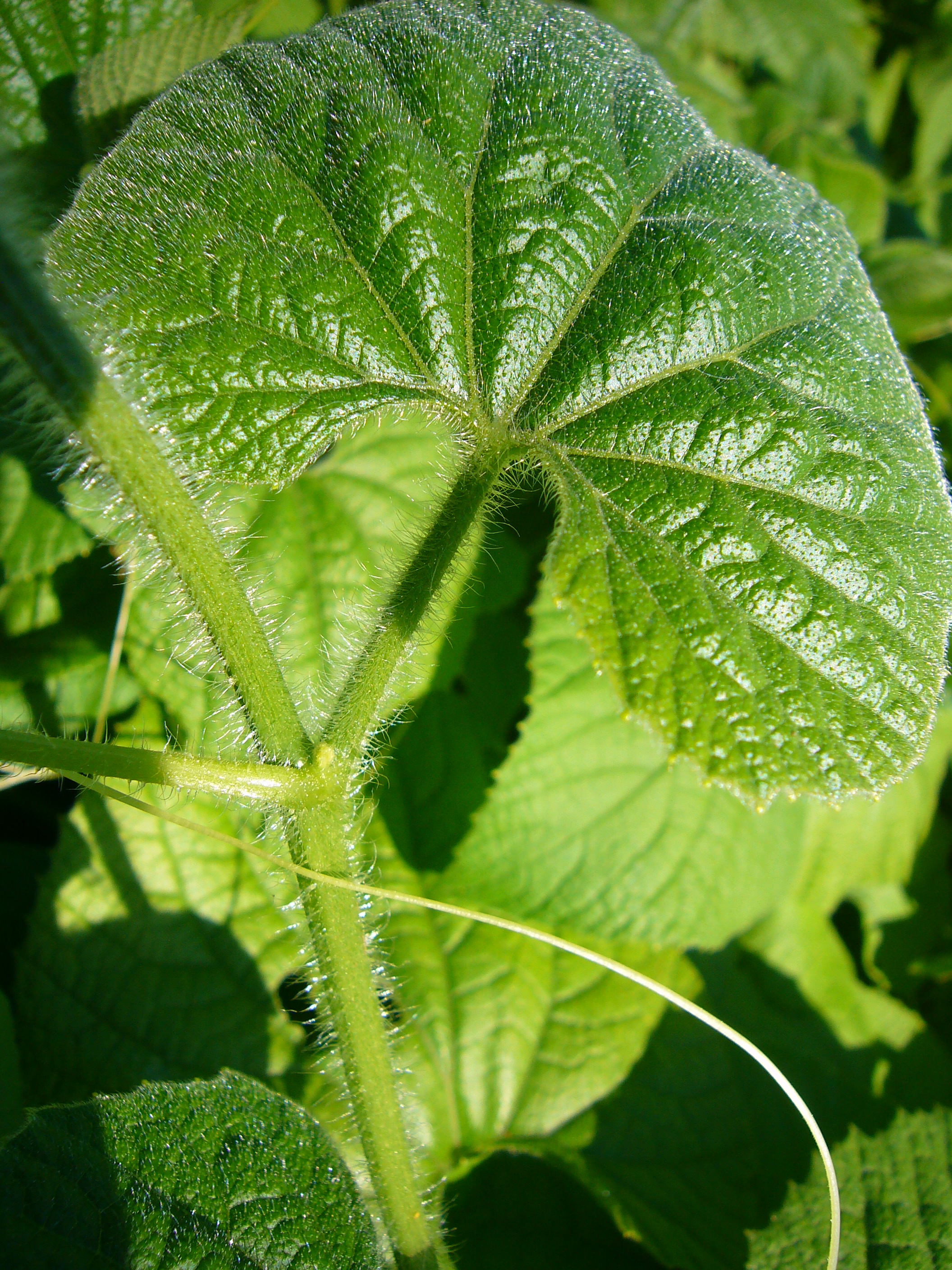